# Ser kortowski
Ser kortowski – rodzaj polskiego sera, który jest produkowany z krowiego mleka. Jest to ser wytwarzany według oryginalnej polskiej receptury od 1969 roku. Ser ten zaliczany jest do serów podpuszczkowych, dojrzewających oraz średnio twardych. Ser kortowski ma lekko kwaśny oraz pikantny smak, a jego miąższ ma dużo drobnych dziur.